# Olimpiada Języka Białoruskiego
Olimpiada Języka Białoruskiego w Polsce (biał. Алімпіяда па беларускай мове ў Польшчы) – przedmiotowa olimpiada szkolna z zakresu języka białoruskiego, organizowana od roku szkolnego 1994/1995. Organizatorem olimpiady jest Katedra Białorutenistyki Uniwersytetu Warszawskiego.

## Historia
Olimpiada Języka Białoruskiego odbyła się po raz pierwszy w roku szkolnym 1994/1995 na podstawie Zarządzenia nr 28 Ministra Edukacji Narodowej z dnia 14 września 1992 roku w sprawie organizacji oraz zasad przeprowadzania konkursów, turniejów i olimpiad przedmiotowych. Wzięli w niej udział uczniowie dwóch szkół z województwa podlaskiego z nauczaniem języka białoruskiego jako języka ojczystego – Zespołu Szkół z Dodatkową Nauką Języka Białoruskiego w Hajnówce oraz II Liceum Ogólnokształcącego z Białoruskim Językiem Nauczania im. B. Taraszkiewicza w Bielsku Podlaskim. W początkowym okresie funkcjonowania zawody były współfinansowane przez Stowarzyszenie Polska-Białoruś, a dodatkowe nagrody fundował Białoruski Związek Towarzystw Przyjaźni i Współpracy Kulturalnej z Zagranicą, który organizował także uroczysty finał w Mińsku. Współpraca ze stroną białoruską została zerwana w 2008 roku i od tej pory jedynym organizatorem olimpiady jest Katedra Białorutenistyki Uniwersytetu Warszawskiego. W roku szkolnym 2013/2014 w zawodach po raz pierwszy wzięli udział uczniowie III Liceum Ogólnokształcącego im. K. K. Baczyńskiego w Białymstoku. W następnych latach do zmagań olimpijskich dołączyli uczniowie z kolejnych szkół, także spoza województwa podlaskiego. W roku szkolnym 2023/2024 w etapie szkolnym wzięli udział uczniowie siedmiu szkół.
Funkcję przewodniczącego Komitetu Głównego Olimpiady pełnił w latach 1994–2022 roku prof. dr hab. Aleksander Barszczewski. Po jego śmierci funkcję tę objęła dr Volha Tratsiak.

## Przebieg

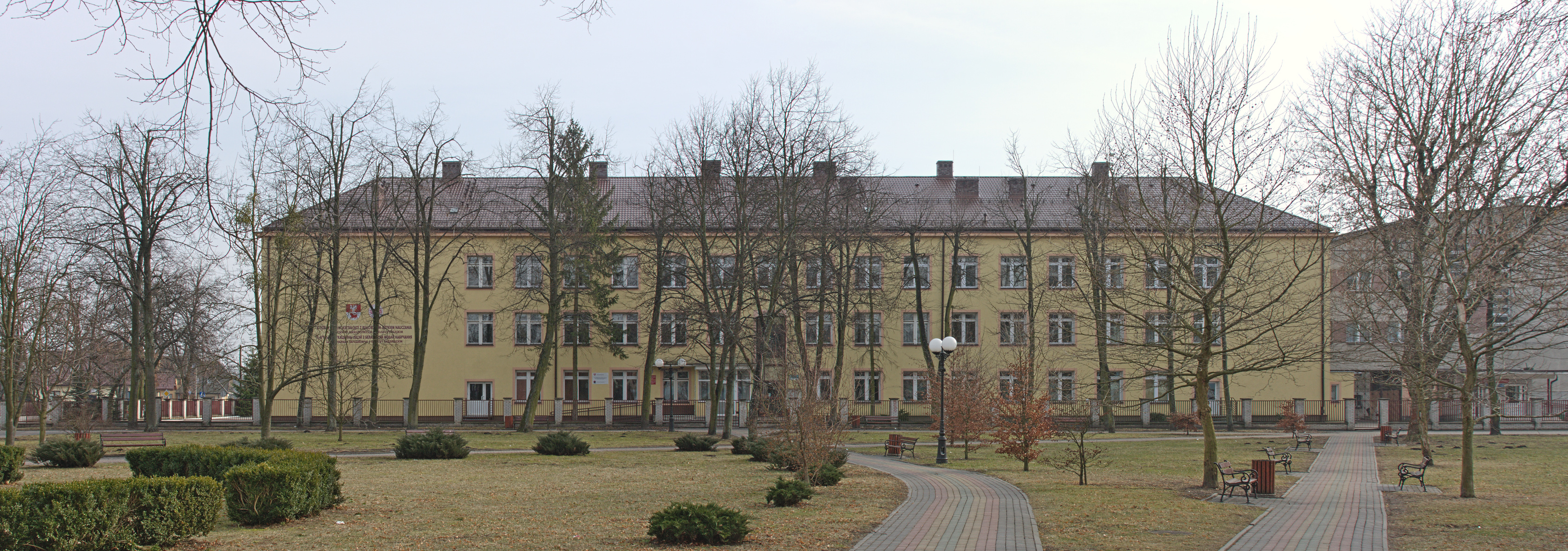
Gmach II Liceum Ogólnokształcącego z Białoruskim Językiem Nauczania w Bielsku Podlaskim, w którym corocznie odbywa się etap centralny olimpiady

Olimpiada realizowana jest w formie zawodów trójstopniowych:
- zawody szkolne – składają się z testu pisemnego;
- zawody okręgowe – biorą w nich udział zdobywcy co najmniej 70% punktów w eliminacjach szkolnych, składają się z egzaminu pisemnego (polega na napisaniu rozprawki na temat wybrany spośród trzech propozycji obracających się wokół tematu przewodniego danej edycji olimpiady bądź stosunków polsko-białoruskich; uczestnicy muszą zmierzyć się również z tekstem do przetłumaczenia z języka białoruskiego na polski) oraz ustnego (pytania dotyczące historii, języka, kultury białoruskiej oraz polsko-białoruskich związków kulturowych)
- zawody centralne – biorą w nich udział zdobywcy co najmniej 70% punktów w eliminacjach okręgowych, jednak nie więcej niż 50 osób; składają się z egzaminu pisemnego i ustnego przed komisją powołaną przez Komitet Główny Olimpiady.

Etap okręgowy jest przeprowadzany tradycyjnie w II Liceum Ogólnokształcącym z Dodatkową Nauką Języka Białoruskiego w Hajnówce, a etap centralny w II Liceum Ogólnokształcącym z Białoruskim Językiem Nauczania w Bielsku Podlaskim.
Laureaci i finaliści Olimpiady otrzymują celującą roczną ocenę klasyfikacyjną z języka białoruskiego oraz są zwolnieni z egzaminu maturalnego z języka białoruskiego z maksymalnym wynikiem z poziomu rozszerzonego na świadectwie. Z przywileju tego korzystało w latach 2009–2011 od 25 do 26 osób.